# Galina Kreft
Galina Kreft-Alexejeva, född den 14 mars 1950 i Sankt Petersburg, Ryssland, död 24 februari 2005 i Sankt Petersburg, var en sovjetisk kanotist.
Hon tog OS-guld i K-2 500 meter i samband med de olympiska kanottävlingarna 1976 i Montréal.
Hon tog därefter OS-silver på samma distans i samband med de olympiska kanottävlingarna 1980 i Moskva.